# Skaratki pod Las
Skaratki pod Las – wieś w Polsce położona w województwie łódzkim, w powiecie łowickim, w gminie Domaniewice.
W latach 1975–1998 miejscowość administracyjnie należała do województwa skierniewickiego.